# Bombikol
Bombikol – organiczny związek chemiczny, pierwszorzędowy alkohol alifatyczny o długim, 16-węglowym nierozgałęzionym łańcuchu, zawierającym dwa sprzężone wiązania podwójne. Jest feromonem wydzielanym przez samicę jedwabnika morwowego (Bombyx mori), gdy ta jest zdolna do zapłodnienia. Stanowi sygnał chemiczny wywołujący zmianę zachowania osobnika płci przeciwnej. Samiec może wyczuć ten zapach, nawet gdy stężenie bombikolu wynosi jedna cząsteczka na trylion (1:1018) cząsteczek powietrza.
Był pierwszym opisanym chemicznie feromonem. Wyizolował go Adolf Butenandt w roku 1959.